# زقين صغير الأزهار
زقين صغير الأزهار (الاسم العلمي:Diascia parviflora) هو نوع من النباتات يتبع جنس الزقين من الفصيلة الغدبية.